# Cururupu
Cururupu est une ville du Brésil dans l'État du Maranhão.
Le nom est d'origine tupi et signifie « bruit de grenouille ». Il se compose des mots kururu (« grenouille ») et pu (« bruit »).